# Artur Rozmus
Artur Rozmus (ur. 1 listopada 1977) – piłkarz występujący na pozycji napastnika w Narwi Ostrołęka.
Jego poprzednie kluby to: Stal Nowa Dęba, Siarka Tarnobrzeg (debiut w ekstraklasie 29.07.1995 r.), GKS Jastrzębie, Beskid Skoczów, Podbeskidzie Bielsko-Biała, Odra Wodzisław Śląski, Włókniarz Kietrz i Polonia Bytom z którą wywalczył awans do Ekstraklasy.